# Fontaines-Saint-Clair
Pour les articles homonymes, voir Fontaines.
Fontaines-Saint-Clair est une commune française située dans le département de la Meuse, en région Grand Est.

## Géographie

### Communes limitrophes
- Milly-sur-Bradon au nord
- Murvaux au nord
- Brandeville au nord-est
- Bréhéville à l'est
- Vilosnes-Haraumont au sud-est et au sud-ouest
- Sivry-sur-Meuse au sud
- Liny-devant-Dun au sud-ouest
- Dun-sur-Meuse au nord-ouest

| Milly-sur-Bradon | Murvaux               | Murvaux         |
| Liny-devant-Dun  | Fontaines-Saint-Clair | Murvaux         |
| Liny-devant-Dun  | Liny-devant-Dun       | Sivry-sur-Meuse |

### Hydrographie
La commune est dans le bassin versant de la Meuse au sein du bassin Rhin-Meuse. Elle est drainée par le ruisseau la Doua,.

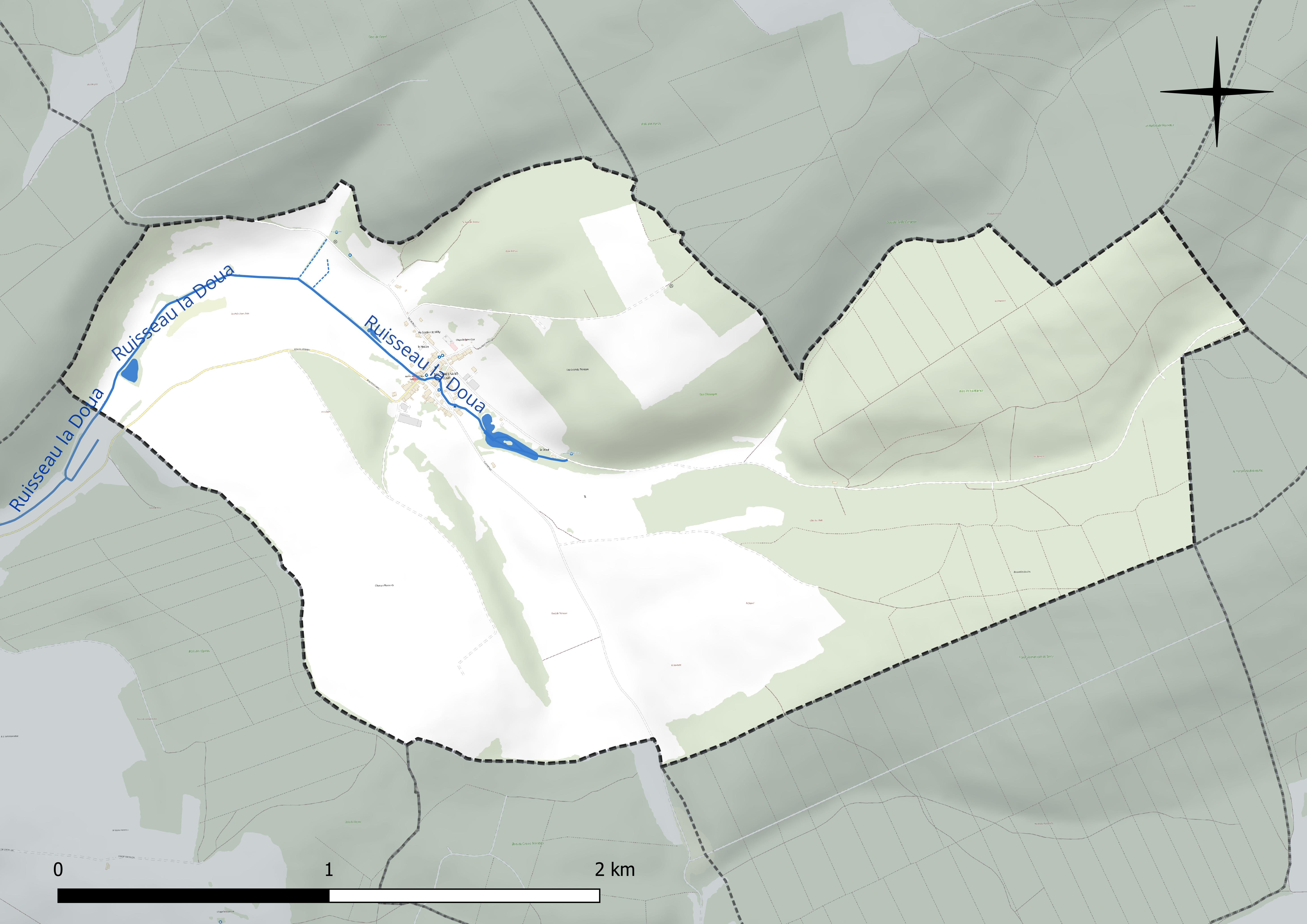
Réseau hydrographique de Fontaines-Saint-Clair.

### Climat
Pour des articles plus généraux, voir Climat du Grand Est et Climat de la Meuse.
En 2010, le climat de la commune est de type climat de montagne, selon une étude du Centre national de la recherche scientifique s'appuyant sur une série de données couvrant la période 1971-2000. En 2020, Météo-France publie une typologie des climats de la France métropolitaine dans laquelle la commune est exposée à un climat océanique altéré et est dans la région climatique  Lorraine, plateau de Langres, Morvan, caractérisée par un hiver rude (1,5 °C), des vents modérés et des brouillards fréquents en automne et hiver. 
Pour la période 1971-2000, la température annuelle moyenne est de 9,3 °C, avec une amplitude thermique annuelle de 15,9 °C. Le cumul annuel moyen de précipitations est de 987 mm, avec 14,5 jours de précipitations en janvier et 9,8 jours en juillet. Pour la période 1991-2020, la température moyenne annuelle observée sur la station météorologique de Météo-France la plus proche, « Mouzay », sur la commune de Mouzay à 10 km à vol d'oiseau, est de 10,6 °C et le cumul annuel moyen de précipitations est de 789,5 mm. 
La température maximale relevée sur cette station est de 40,4 °C, atteinte le 24 juillet 2019 ; la température minimale est de −15,3 °C, atteinte le 20 décembre 2009,,. 
Les paramètres climatiques de la commune ont été estimés pour le milieu du siècle (2041-2070) selon différents scénarios d'émission de gaz à effet de serre à partir des nouvelles projections climatiques de référence DRIAS-2020. Ils sont consultables sur un site dédié publié par Météo-France en novembre 2022.

## Urbanisme

### Typologie
Au 1er janvier 2024, Fontaines-Saint-Clair est catégorisée commune rurale à habitat très dispersé, selon la nouvelle grille communale de densité à sept niveaux définie par l'Insee en 2022.
Elle est située hors unité urbaine et hors attraction des villes,.

### Occupation des sols
L'occupation des sols de la commune, telle qu'elle ressort de la base de données européenne d’occupation biophysique des sols Corine Land Cover (CLC), est marquée par l'importance des territoires agricoles (55,1 % en 2018), une proportion identique à celle de 1990 (55,1 %). La répartition détaillée en 2018 est la suivante : 
forêts (44,8 %), terres arables (33,9 %), zones agricoles hétérogènes (14 %), prairies (7,2 %), milieux à végétation arbustive et/ou herbacée (0,1 %). L'évolution de l’occupation des sols de la commune et de ses infrastructures peut être observée sur les différentes représentations cartographiques du territoire : la carte de Cassini (XVIIIe siècle), la carte d'état-major (1820-1866) et les cartes ou photos aériennes de l'IGN pour la période actuelle (1950 à aujourd'hui).

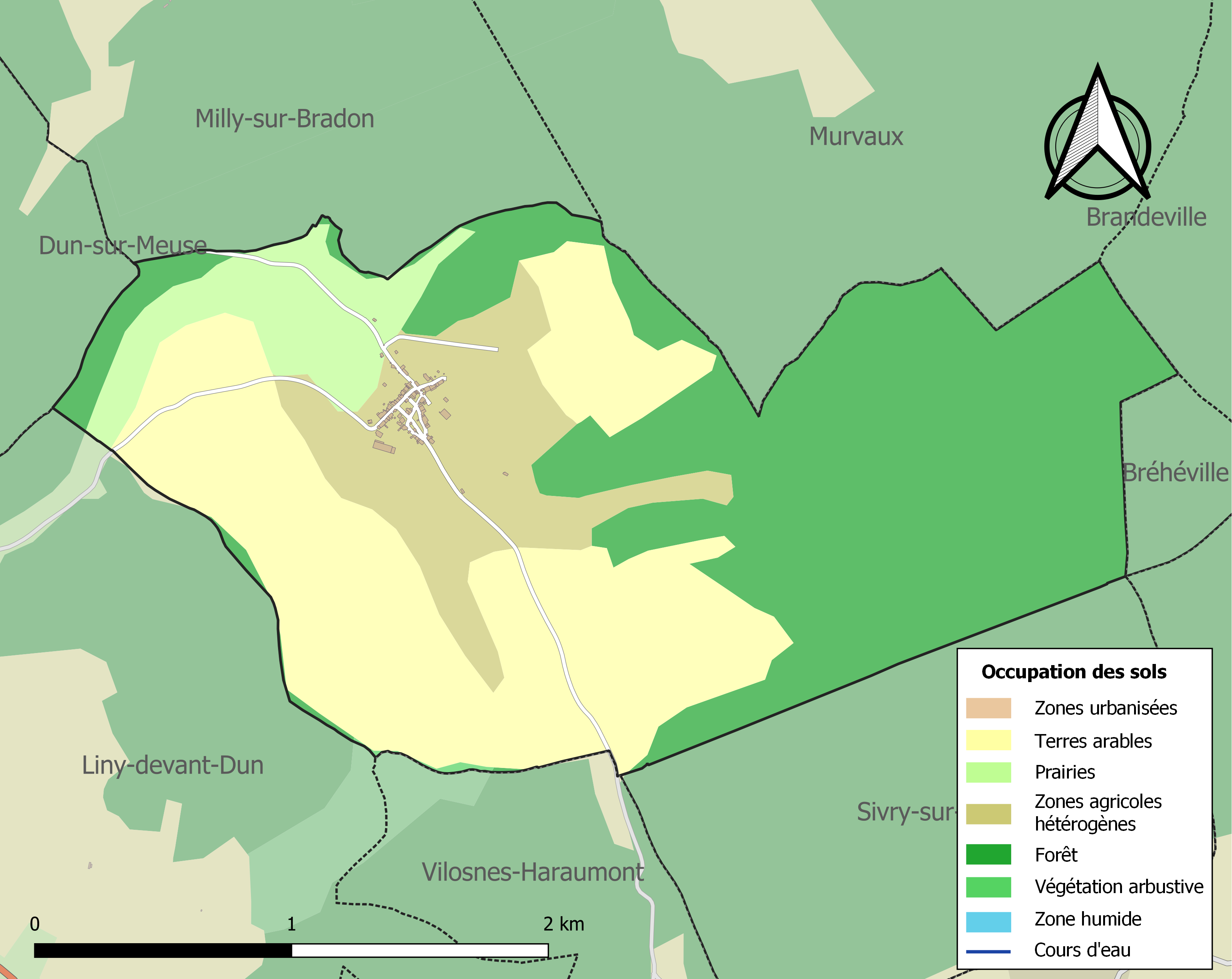
Carte des infrastructures et de l'occupation des sols de la commune en 2018 (CLC).

## Toponymie
Fontaines est attesté sous les formes Fontanas (708) ; Fontanæ (1049) ; Fontana (1127) ; Fontaneia (1230) ; Villa de Fontibus (1250) ; Villa de Fontanis (1260) ; Fontayne (1601) ; Fontaine (1656).

À partir de 1793 et pendant quelques années, la commune est dénommée dans les registres d'état-civil Fontaine-les-Dun.
 
Du bas-latin fontana.

Par décret du 06.08.1922 , Fontaines prend le nom de Fontaines-Saint-Clair ( J.O., 1922, 8, 8751 ).

Saint-Clair, est le nom de la fontaine de la commune.

## Politique et administration
| Période                                  | Période   | Identité        | Étiquette | Qualité                              |
| ---------------------------------------- | --------- | --------------- | --------- | ------------------------------------ |
| Les données manquantes sont à compléter. |           |                 |           |                                      |
| mars 2001                                | mars 2008 | Guy Puyet       |           |                                      |
| mars 2008                                | mai 2020  | Valérie Woitier | DVD       | Agricultrice, directrice de la FDSEA |
| mai 2020                                 | En cours  | Jean Broyart    |           | Agriculteur                          |

## Population et société

### Démographie

#### Évolution démographique
L'évolution du nombre d'habitants est connue à travers les recensements de la population effectués dans la commune depuis 1793. Pour les communes de moins de 10 000 habitants, une enquête de recensement portant sur toute la population est réalisée tous les cinq ans, les populations de référence des années intermédiaires étant quant à elles estimées par interpolation ou extrapolation. Pour la commune, le premier recensement exhaustif entrant dans le cadre du nouveau dispositif a été réalisé en 2005.

En 2022, la commune comptait 36 habitants, en évolution de −33,33 % par rapport à 2016 (Meuse : −4,4 %, France hors Mayotte : +2,11 %).
| 1793 | 1800 | 1806 | 1821 | 1831 | 1836 | 1841 | 1846 | 1851 |
| ---- | ---- | ---- | ---- | ---- | ---- | ---- | ---- | ---- |
| 347  | 419  | 424  | 426  | 442  | 463  | 464  | 438  | 428  |

| 1856 | 1861 | 1866 | 1872 | 1876 | 1881 | 1886 | 1891 | 1896 |
| ---- | ---- | ---- | ---- | ---- | ---- | ---- | ---- | ---- |
| 348  | 350  | 317  | 300  | 290  | 243  | 239  | 237  | 204  |

| 1901 | 1906 | 1911 | 1921 | 1926 | 1931 | 1936 | 1946 | 1954 |
| ---- | ---- | ---- | ---- | ---- | ---- | ---- | ---- | ---- |
| 203  | 174  | 155  | 99   | 100  | 100  | 99   | 103  | 99   |

| 1962 | 1968 | 1975 | 1982 | 1990 | 1999 | 2005 | 2006 | 2010 |
| ---- | ---- | ---- | ---- | ---- | ---- | ---- | ---- | ---- |
| 84   | 63   | 56   | 33   | 37   | 41   | 49   | 50   | 51   |

| 2015 | 2020 | 2022 | - | - | - | - | - | - |
| ---- | ---- | ---- | - | - | - | - | - | - |
| 50   | 39   | 36   | - | - | - | - | - | - |

#### Pyramide des âges
La population de la commune est relativement âgée.
En 2018, le taux de personnes d'un âge inférieur à 30 ans s'élève à 23,1 %, soit en dessous de la moyenne départementale (32,4 %). À l'inverse, le taux de personnes d'âge supérieur à 60 ans est de 43,5 % la même année, alors qu'il est de 29,6 % au niveau départemental.
En 2018, la commune comptait 24 hommes pour 25 femmes, soit un taux de 51,02 % de femmes, légèrement supérieur au taux départemental (50,49 %).
Les pyramides des âges de la commune et du département s'établissent comme suit.
| Hommes | Classe d’âge | Femmes |
| ------ | ------------ | ------ |
| 0,0    | 90 ou +      | 5,0    |
| 21,1   | 75-89 ans    | 10,0   |
| 15,8   | 60-74 ans    | 35,0   |
| 21,1   | 45-59 ans    | 10,0   |
| 21,1   | 30-44 ans    | 15,0   |
| 5,3    | 15-29 ans    | 15,0   |
| 15,8   | 0-14 ans     | 10,0   |

| Hommes | Classe d’âge | Femmes |
| ------ | ------------ | ------ |
| 0,8    | 90 ou +      | 2,2    |
| 7,6    | 75-89 ans    | 11     |
| 20,2   | 60-74 ans    | 20,5   |
| 20,6   | 45-59 ans    | 20     |
| 17,4   | 30-44 ans    | 16,8   |
| 16,7   | 15-29 ans    | 13,6   |
| 16,8   | 0-14 ans     | 15,8   |

## Culture locale et patrimoine

### Lieux et monuments

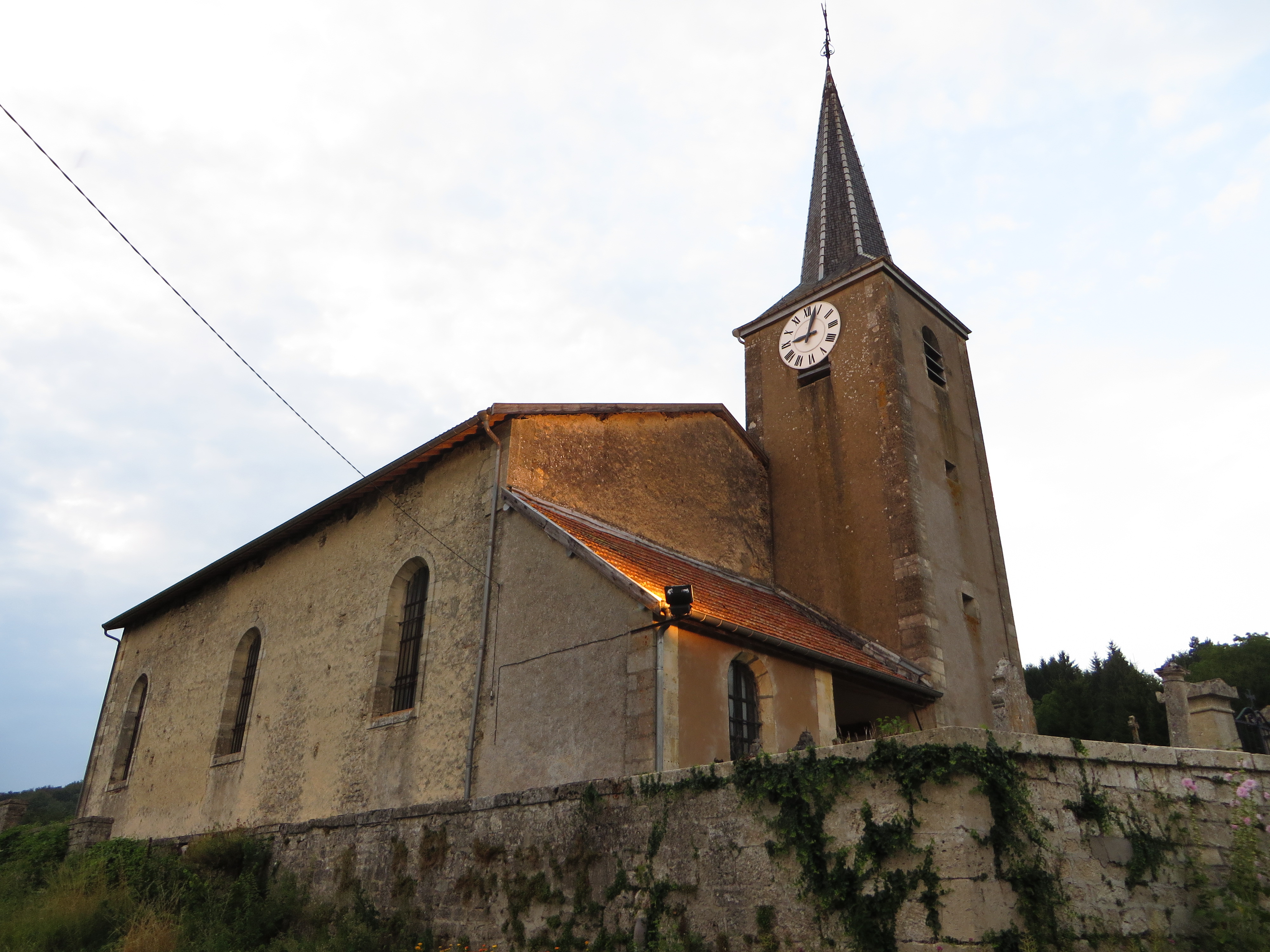
Église Saint-Michel.

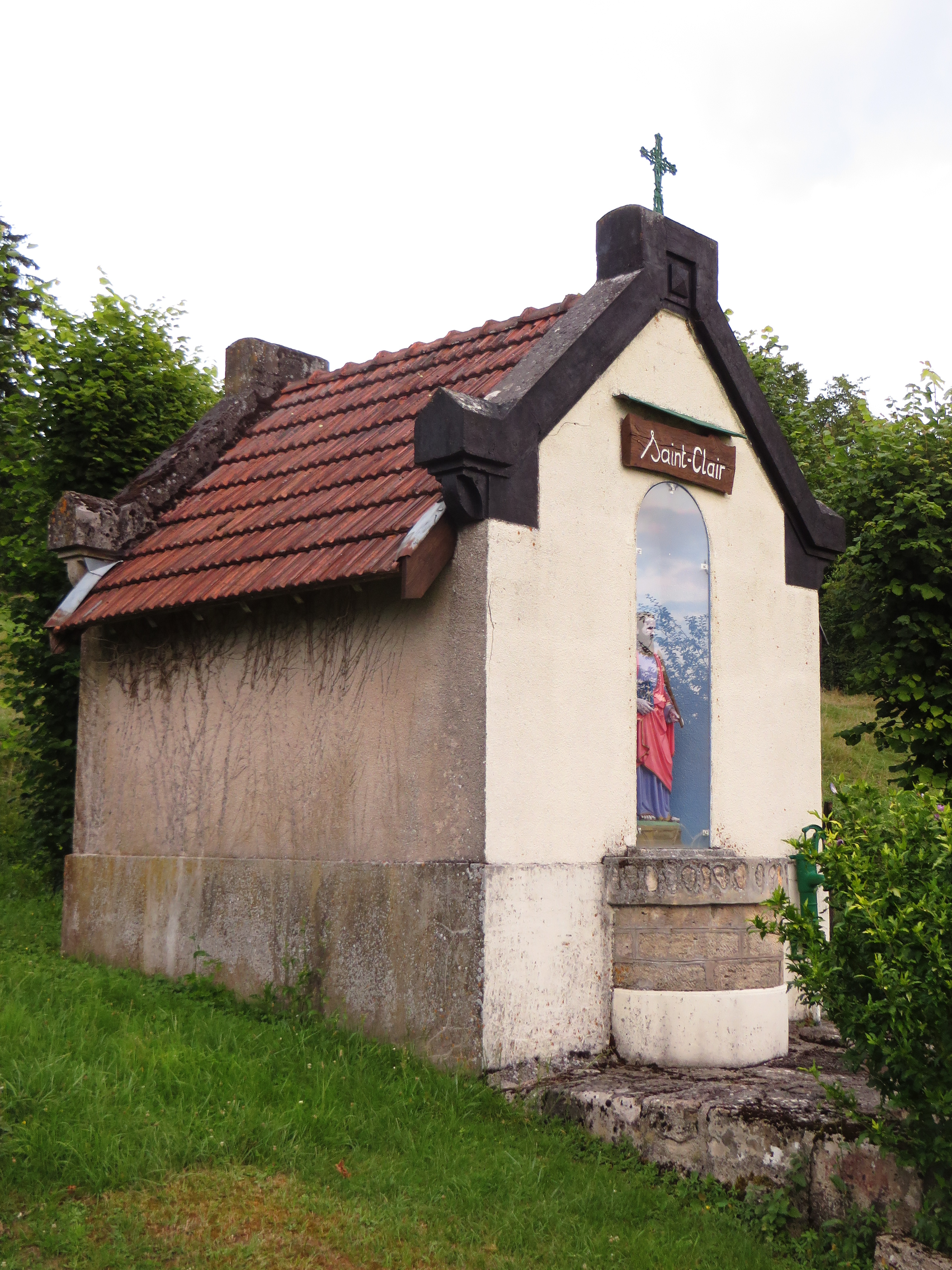
Chapelle Saint-Clair.

- Église Saint-Michel, l'église actuelle date de 1777, reconstruite 150 m plus bas que les ruines de l'ancienne église, abritant la source dédiée à Saint Clair, qui selon le folklore apporterait des miracles contre les maladies des yeux en éclaircissant la vue et les poils du dessus[24].
- Chapelle Saint-Clair.
- La source de la Doua (cascade) aménagée en captage par les Allemands pendant la guerre 1914-1918.
- La Doua s'appelait la Diva au temps des Romains.
- Le village d'origine était construit dans la cote au-dessus de la chapelle existante.
- La Saint-Clair avait lieu une semaine après Pâques, à Quasimodo, et des « oublies » y étaient cuites au fer pour les pèlerins du secteur[25].

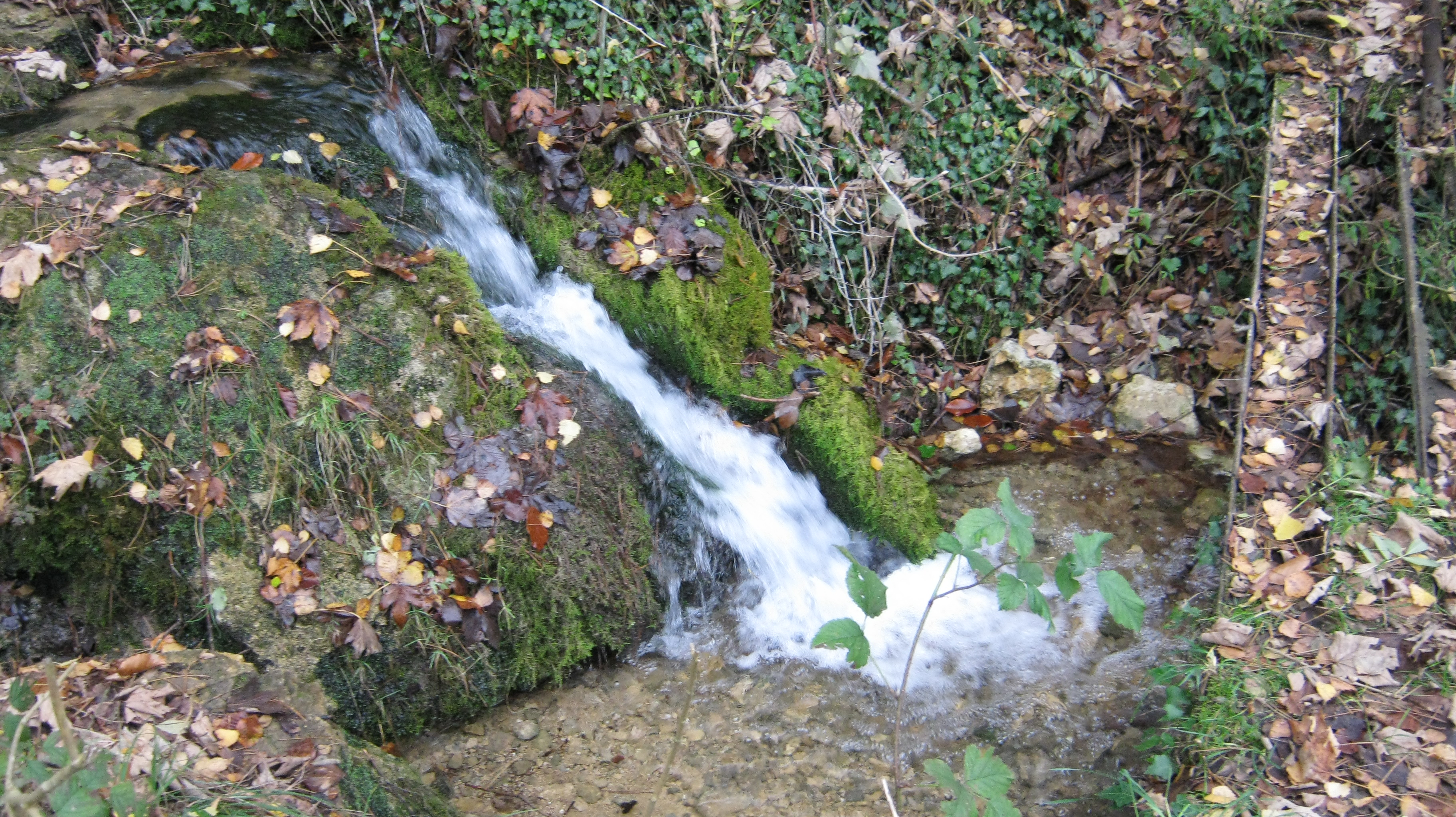
La source.
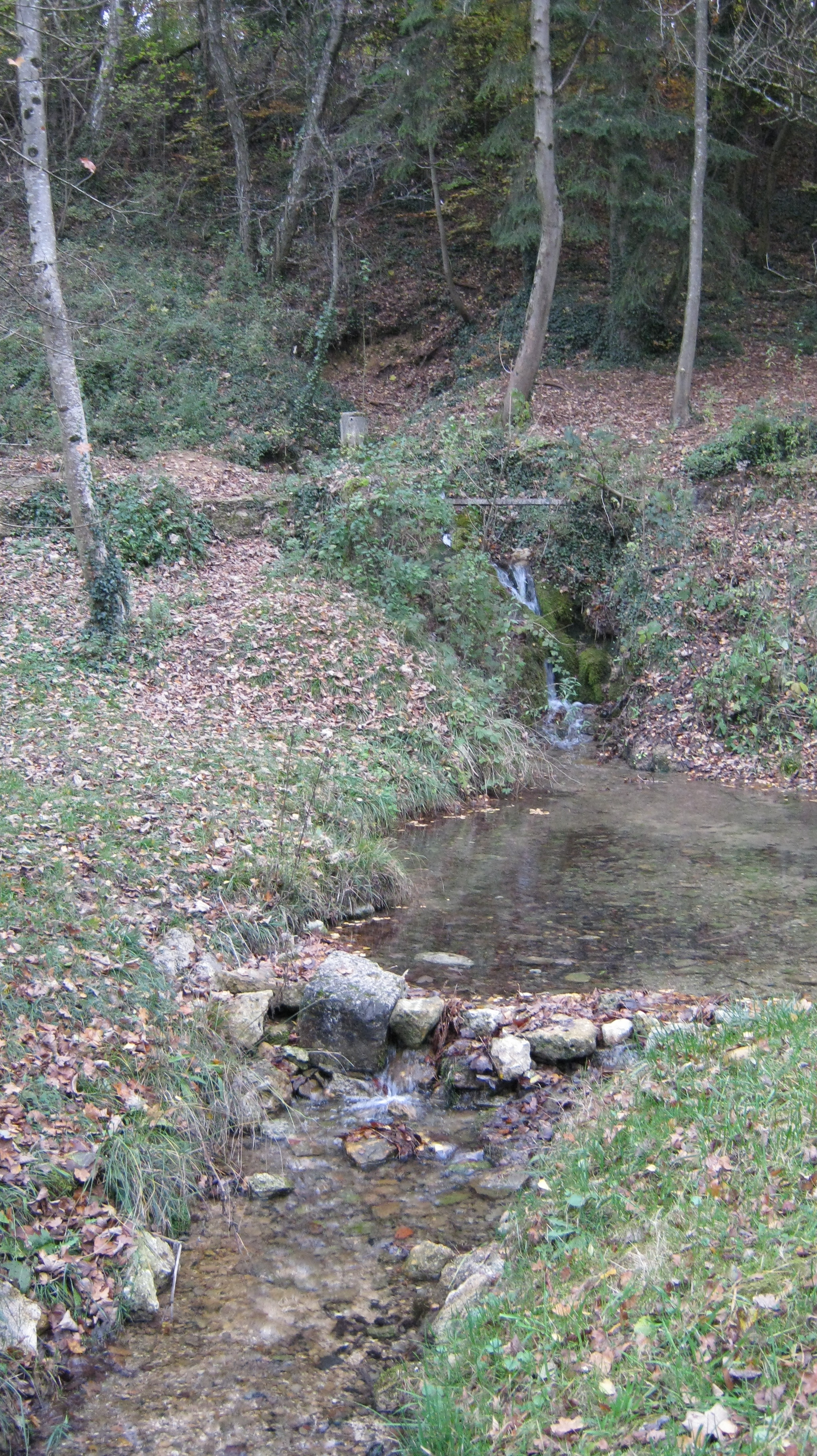
La source avec son petit bassin.

### Héraldique, logotype et devise
| Blason de Fontaines-Saint-Clair | Blason  | D'azur, à la bande de gueules chargée d'une fleur de lys de jardin d'argent accostée de deux vannets (coquille Saint Michel) d'or, les trois posés à plomb ; la bande bordée d'or dans sa longueur et accompagnée, en chef d'une fontaine d'or remplie d'azur et traversée par trois sources d'argent et en pointe d'une tête de buse d'or également, becquée de gueules et allumée d'argent, à l'iris de gueules. Soutien de l'écu : Deux rameaux de chêne supportés de tanné, feuillés de sinople et englantés d'or, passés en sautoir.Croix de Guerre 1914 - 1918. |
| Blason de Fontaines-Saint-Clair | Détails | Le casque de MARS (dieu de la Guerre) évoque le toponyme Martincourt (Marthecourt en 1157, le domaine de Martin, selon une hypothèse Martin duc d'Austrasie). Martin a pour origine le latin Martinus dérivé de Mars. Le village existait déjà à l'époque Gallo-romaine ainsi que l'attestent des ruines de bâtiment et une pièce de bronze de l'empereur romain Antonin (+138-+ 161) découverts, en 1877, lors du percement du canal. Les termes "sur Meuse" ont été ajoutés en 1922. La croix, formée par les quatre épis, rappelle que l'église est vouée à "l'invention de la Sainte Croix". Cette église, datant de 1171, détruite en 1940, a été reconstruite en 1953/56 avec de la pierre du pays. La tête de lion d'argent sur le champ d'azur évoque avec inversion des émaux, les armes de la famille de Pouilly, seigneur du village à partir de 1460 qui portait : "d'argent au lion d'azur, armé, lampassé et couronné de gueules". La seigneurie passa par mariage en 1653 à la famille Vassinhac d'Imécourt qui portait (sic) : "d'azur à la bande d'argent cousue de sable" illustré par l'argent du lion et l'azur du champ. Cette famille conserva des biens à Martincourt jusqu'en 1920. La fleur de lys chargée d'un bâton péri en bande rappelle qu'avant 1790 le suzerain de cette seigneurie était le prince de Condé qui portait "d'azur à 3 fleurs de lys d'or, au bâton péri en bande de gueules". La couleur rouge des meubles fait allusion au minerai de fer extrait au XIXe siècle au lieu-dit le pèlerin du finage de Martincourt et traité à Stenay. Les épis soulignent le caractère agricole du village où de la vigne était cultivée jusqu'à la fin du XIXe siècle. Les rameaux sont ceux des hêtres et des autres arbres des forêts environnantes. Les faines sont celles que les habitants de Martincourt allaient ramasser en forêt pour les faire sécher sur les greniers avant de les écraser et d'en extraire l'huile au moulin. Composition R A LOUIS et D LACORDE. Non validé |